# خورنوستای-اوسادا
خورنوستای-اوسادا (به لهستانی:  Hornostaje-Osada) یک روستا در لهستان است که در گمینا مونگکی واقع شده‌است. خورنوستای-اوسادا ۲۱۰ نفر جمعیت دارد.